# Музику појачај
Музику појачај је трећи и најуспешнији албум фолк певачице Мине Костић, издат за Гранд продакшн, у тиражу од 50.000 примерака као цд и радио касета. Албум је донео велику популарност певачици и био специфичан по томе што музика није била само турбофолк већ неки микс поп-фолка, денса и електро-попа. Такође текстови и наступи су били много провокативнији него на претходним албумима. Продуцент је био Горан Ратковић Рале, а текстове је писала Марина Туцаковић. Пратеће вокале је певала Јелена Живановић.

## Списак песама
Аутор(и) свих текстова: Марина Туцаковић, аутор(и) свих песама: Горан Ратковић Рале.
| №  | Назив                     | Трајање |  |
| 1. | Музику појачај            | 3:47    |  |
| 2. | Секси робот               | 3:27    |  |
| 3. | Љубав                     | 3:16    |  |
| 4. | Довољно смо стари за ново | 3:46    |  |
| 5. | Дању ноћу - увек хоћу     | 4:07    |  |
| 6. | Зар да верујем у мир      | 3:37    |  |
| 7. | Што си са мном            | 3:31    |  |
| 8. | Немој да ми помажеш       | 3:41    |  |